# Művészettörténeti Szabadegyetem
A Művészettörténeti Szabadegyetem 21. századi művészettörténeti könyvsorozat. A francia Larousse kiadó által a Comprendre et reconnaître című sorozatában megjelentetett egyes köteteket magyar nyelven a Helikon Kiadó adta ki 2000–2002 között. A kiadó elgondolása szerint a könyvek tanulmányozásához nem szükséges speciális előképzettség, „akármelyik humán vagy reál diszciplína művelője hozzáférhet, ha van benne szakmáján túli érdeklődés.” A sorozat több kötete kötelező illetve ajánlott irodalomként szerepel egyes magyarországi felsőfokú oktatási intézményekben.

## Kötetei
- Gérard Legrand(wd): A reneszánsz művészete (L'art de la Renaissance), Ford. Klimó Ágnes. Budapest, 2000
- Edina Bernard: A modern művészet 1905–1945 (L'art moderne 1905-1945), Ford. Klimó Ágnes. Budapest, 2000
- Jannic Durand(wd): A középkor művészete (L'art au Moyen Age), Ford.  Csorba Géza. Budapest, 2001.
- Gérard Legrand: A romantika művészete (L'art romantique), Ford.  Csorba Géza. Budapest, 2001
- Nicole Tuffelli: A XIX. század művészete 1848–1905 (L'art au XIXème siècle), Ford. Havas Lujza. Budapest, 2001.
- Pierre Cabanne(wd): A barokk és a klasszicizmus (L'art classique et le baroque), Ford. Havas Lujza. Budapest, 2001.
- Jean-Louis Pradel(wd): A jelenkor művészete (L'art contemporain a partir de 1945) , Ford. Tészabó Júlia. Budapest, 2002.